# Psilogramma vates
Psilogramma vates là một loài bướm đêm thuộc họ Sphingidae. Loài này có ở Sri Lanka.